# Francuska Formuła 3 Sezon 2001
34 sezon Francuskiej Formuły 3 – rozpoczął się 15 kwietnia i zakończył 14 października po jedenastu rundach. Tytuł mistrzowski zdobył Ryō Fukuda.

## Zespoły i kierowcy
Źródło: formel3guide.com
| Zespół               | Nr | Kierowca               | Samochód     | Silnik  | Rundy              |
| -------------------- | -- | ---------------------- | ------------ | ------- | ------------------ |
| Signature            | 1  | Renaud Derlot          | Dallara F399 | Renault | Wszystkie          |
| Signature            | 2  | Bruno Besson           | Dallara F399 | Renault | Wszystkie          |
| Signature            | 64 | Lucas Lassere          | Dallara F399 | Renault | Wszystkie          |
| ARTA/Signature       | 3  | Keiko Ihara            | Dallara F399 | Renault | Wszystkie          |
| ARTA/Signature       | 4  | Mathieu Zangarelli     | Dallara F399 | Renault | Wszystkie          |
| ASM                  | 5  | Tiago Monteiro         | Dallara F399 | Renault | Wszystkie          |
| ASM                  | 6  | Tristan Gommendy       | Dallara F399 | Renault | Wszystkie          |
| Saulnier Racing      | 7  | Ryō Fukuda             | Dallara F399 | Renault | Wszystkie          |
| Saulnier Racing      | 8  | Olivier Pla            | Dallara F399 | Renault | Wszystkie          |
| LD Autosport         | 9  | Kevin Nadin            | Dallara F399 | Renault | 1–8, 10–11         |
| LD Autosport         | 10 | Jeremie de Souza       | Dallara F399 | Renault | Wszystkie          |
| Epsilon by Graff     | 12 | Simon Abadie           | Martini MK79 | Opel    | Wszystkie          |
| Epsilon by Graff     | 72 | Jerome Dalla Lana      | Martini MK79 | Opel    | Wszystkie          |
| Griffith's           | 17 | Gilles Tinguely        | Dallara F399 | Opel    | 1–9                |
| Griffith's           | 18 | David Moretti          | Dallara F399 | Opel    | 1–2, 5–8           |
| Griffith's           | 19 | Robin Longechal        | Dallara F399 | Opel    | 9–11               |
| Prema Powerteam      | 41 | Ryan Briscoe           | Dallara F399 | Opel    | 11                 |
| Prema Powerteam      | 42 | Thed Björk             | Dallara F399 | Opel    | 11                 |
| Menu Motorsport      | 42 | Rob Austin             | Dallara F399 | Opel    | 11                 |
| Klasa B              |    |                        |              |         |                    |
| Pélikan Sport        | 20 | Philippe Hottinguer    | Dallara F397 | Fiat    | 1–2, 4–11          |
| Griffith's           | 21 | Roger Maurice Lemartin | Martini MK73 | Opel    | 1–9                |
| Griffith's           | 37 | Olivier Maximin        | Martini MK73 | Opel    | 5–11               |
| Phénix Compéticion   | 22 | Patrick d'Aubreby      | Martini MK73 | Opel    | 1–2, 4, 6–7 9–11   |
| PLS Compéticion      | 23 | Philippe Le Sommer     | Dallara F395 | Renault | 1–2, 4, 11         |
| PLS Compéticion      | 24 | Sébastien Carcone      | Dallara F395 | Renault | 1–3, 6–7           |
| Optirace Sport       | 25 | Sylvie Valentin        | Dallara F395 | Fiat    | 1–3, 5–11          |
| Optirace Sport       | 26 | Didier Sirgue          | Dallara F395 | Fiat    | 6–7, 9             |
| JMP Racing           | 27 | Mohamed Ballahcene     | Dallara F399 | Fiat    | 1–2                |
| JMP Racing           | 29 | Julien Neel            | Dallara F395 | Fiat    | 1–2                |
| JMP Racing           | 30 | Jean Louis Bianchina   | Dallara F395 | Fiat    | 1–2, 4–5, 9–11     |
| JMP Racing           | 32 | Anthony Darvey         | Dallara F395 | Fiat    | 4                  |
| JMP Racing           | 34 | Didier Carrere-Gee     | Dallara F395 | Fiat    | 4                  |
| JMP Racing           | 36 | George van Elslande    | Dallara F395 | Fiat    | 5, 9–10            |
| Roger Péracchia      | 31 | Sylvian Jot            | Dallara F397 | Opel    | 1–4, 6–7           |
| JH Racing            | 35 | Jacques Hulbert        | Dallara F395 | Opel    | 1–2, 4, 6–8, 10–11 |
| Stardrive Motorsport | 25 | Nasim Sidi Sa’id       | Dallara F395 | Opel    | 8–11               |
| Stardrive Motorsport | 26 | Adam Jones             | Dallara F395 | Opel    | 10–11              |

## Kalendarz
| Runda | Tor                           | Data            | Pole position      | Najszybsze okrążenie | Zwycięzcą (kierowca) | Zwycięzcą (zespół) |
| ----- | ----------------------------- | --------------- | ------------------ | -------------------- | -------------------- | ------------------ |
| 1     | Circuit Paul Armagnac, Nogaro | 15 kwietnia     | Tiago Monteiro     | Tiago Monteiro       | Tiago Monteiro       | ASM                |
| 2     | Circuit Paul Armagnac, Nogaro | 16 kwietnia     | Tristan Gommendy   | Ryō Fukuda           | Ryō Fukuda           | Saulnier Racing    |
| 3     | Circuit de Lédenon            | 6 maja          | Ryō Fukuda         | Bruno Besson         | Ryō Fukuda           | Saulnier Racing    |
| 4     | Circuit de Nevers Magny-Cours | 20 maja         | Ryō Fukuda         | Ryō Fukuda           | Ryō Fukuda           | Saulnier Racing    |
| 5     | Circuit du Val de Vienne      | 24 czerwca      | Tiago Monteiro     | Tiago Monteiro       | Tiago Monteiro       | ASM                |
| 6     | Circuit de Spa-Francorchamps  | 8 lipca         | Mathieu Zangarelli | Mathieu Zangarelli   | Ryō Fukuda           | Saulnier Racing    |
| 7     | Circuit de Spa-Francorchamps  | 8 lipca         | Ryō Fukuda         | Ryō Fukuda           | Ryō Fukuda           | Saulnier Racing    |
| 8     | Circuit de Croix-en-Ternois   | 22 lipca        | Tiago Monteiro     | Tiago Monteiro       | Tiago Monteiro       | ASM                |
| 9     | Circuit d'Albi, Le Sequestre  | 2 września      | Tiago Monteiro     | Tiago Monteiro       | Tiago Monteiro       | ASM                |
| 10    | Bugatti Circuit, Le Mans      | 30 września     | Ryō Fukuda         | Ryō Fukuda           | Ryō Fukuda           | Saulnier Racing    |
| 11    | Circuit de Nevers Magny-Cours | 14 października | Tiago Monteiro     | Ryō Fukuda           | Ryō Fukuda           | Saulnier Racing    |

## Klasyfikacje
| Klucz punktacji | Klucz punktacji | Klucz punktacji | Klucz punktacji | Klucz punktacji | Klucz punktacji | Klucz punktacji | Klucz punktacji | Klucz punktacji | Klucz punktacji | Klucz punktacji | Klucz punktacji | Klucz punktacji |
| Miejsce         | 1               | 2               | 3               | 4               | 5               | 6               | 7               | 8               | 9               | 10              | pp              |                 |
| --------------- | --------------- | --------------- | --------------- | --------------- | --------------- | --------------- | --------------- | --------------- | --------------- | --------------- | --------------- | --------------- |
| Punkty          | 20              | 16              | 14              | 12              | 10              | 9               | 8               | 7               | 6               | 5               | 1               |                 |

| Legenda oznaczeń w tabelach wyników Wyświetl szablon na nowej stronie | Legenda oznaczeń w tabelach wyników Wyświetl szablon na nowej stronie                                                                     |
| Oznaczenie                                                            | Wyjaśnienie |
| --------------------------------------------------------------------- | --- |
| Złoty                                                                 | Zwycięzca lub mistrzostwo |
| Srebrny                                                               | 2. miejsce lub wicemistrzostwo |
| Brązowy                                                               | 3. miejsce lub II wicemistrzostwo |
| Zielony                                                               | Ukończył, punktował (w klasyfikacji generalnej, gdy zdobył co najmniej jeden punkt na przestrzeni sezonu, poza trzema powyższymi opcjami) |
| Niebieski                                                             | Ukończył, nie punktował (w klasyfikacji generalnej, gdy nie zdobył co najmniej jednego punktu na przestrzeni sezonu)                      |
| Czerwony                                                              | Nie zakwalifikował się (NZ) |
| Czerwony                                                              | Nie prekwalifikował się (NPK) |
| Różowy                                                                | Nie ukończył (NU) |
| Różowy                                                                | Niesklasyfikowany (NS) (w klasyfikacji generalnej, gdy nie został sklasyfikowany w żadnym wyścigu sezonu)                                 |
| Czarny                                                                | Zdyskwalifikowany (DK) |
| Czarny                                                                | Wykluczony (WYK/EX) |
| Biały                                                                 | Nie wystartował (NW) |
| Biały                                                                 | Kontuzjowany (K/INJ) |
| Biały                                                                 | Wyścig odwołany (OD/C) |
| Bez koloru                                                            | Został wycofany (WYC/WD) |
| Bez koloru                                                            | Nie przybył (NP/DNA) |
| Bez koloru                                                            | Nie brał udziału w treningach (NT/DNP) |
| Bez koloru                                                            | Nie został zgłoszony (–) |
| Pogrubienie                                                           | Start z pole position |
| Kursywa                                                               | Najszybsze okrążenie wyścigu |
| †                                                                     | Nie ukończył, ale jego rezultat został zaliczony ze względu na przejechanie więcej niż 90% dystansu wyścigu.                              |
| *                                                                     | Sezon w trakcie |
| 1/2/3                                                                 | Punktowana pozycja w sprincie kwalifikacyjnym                                                                                             |
| Lista systemów punktacji Formuły 1                                    | |

| Poz.                                                                       | Kierowca               | NOG | NOG | LÉD | MAG | VDV | SPA | SPA | CRO | ALB | LMS | MAG | Pkt. |
| -------------------------------------------------------------------------- | ---------------------- | --- | --- | --- | --- | --- | --- | --- | --- | --- | --- | --- | ---- |
| 1                                                                          | Ryō Fukuda             | 9   | 1   | 1   | 1   | 3   | 1   | 1   | 4   | 3   | 1   | 1   | 191  |
| 2                                                                          | Tiago Monteiro         | 1   | 7   | 3   | 2   | 1   | 3   | 4   | 1   | 1   | 6   | 4   | 171  |
| 3                                                                          | Bruno Besson           | 2   | 4   | 2   | 6   | 2   | 4   | 3   | 3   | 5   | 2   | 5   | 148  |
| 4                                                                          | Renaud Derlot          | 3   | 2   | NU  | 3   | 5   | 2   | 2   | 2   | NU  | 8   | 7   | 118  |
| 5                                                                          | Mathieu Zangarelli     | 5   | 3   | 4   | 5   | 9   | 10  | 7   | 10  | 4   | 9   | 6   | 99   |
| 6                                                                          | Tristan Gommendy       | 4   | NU  | 6   | NU  | 4   | 5   | 6   | 11  | 2   | 5   | 3   | 94   |
| 7                                                                          | Lucas Lassere          | 8   | 5   | 8   | 4   | 10  | 9   | 8   | 5   | NU  | 4   | 22  | 76   |
| 8                                                                          | Olivier Pla            | 11  | 9   | 10  | 7   | 6   | 8   | NU  | 7   | 6   | 3   | 8   | 74   |
| 9                                                                          | Jeremie de Souza       | 10  | 18  | 9   | 8   | 7   | 7   | 5   | 8   | NU  | NW  | 10  | 58   |
| 10                                                                         | Simon Abadie           | 7   | 6   | 7   | 9   | 8   | 11  | 23  | 6   | 7   | NU  | 25  | 55   |
| 11                                                                         | Jerome Dalla Lana      | 6   | NU  | 5   | 10  | 11  | 6   | 22  | 18  | NU  | 7   | 7   | 41   |
| 12                                                                         | Kevin Nadin            | NU  | 8   | 11  | 11  | 19  | NU  | 9   | 9   |     | NU  | 13  | 25   |
| 13                                                                         | Keiko Ihara            | 12  | 14  | NU  | NU  | 12  | NU  | 10  | 12  | 8   | 10  | 14  | 22   |
| 14                                                                         | Gilles Tinguely        | 13  | NU  | NU  | NU  | 13  | 13  | 12  | 15  | 9   |     |     | 6    |
| 15                                                                         | David Moretti          | 14  | 10  |     |     | NU  | 12  | 11  | 13  |     |     |     | 5    |
| 16                                                                         | Robin Longechal        |     |     |     |     |     |     |     |     | 10  | 19  | 24  | 5    |
| Kierowcy startujący gościnnie nie zaliczają się do klasyfikacji mistrzostw |                        |     |     |     |     |     |     |     |     |     |     |     |      |
|                                                                            | Ryan Briscoe           |     |     |     |     |     |     |     |     |     |     | 2   | 0    |
|                                                                            | Rob Austin             |     |     |     |     |     |     |     |     |     |     | 9   | 0    |
|                                                                            | Thed Björk             |     |     |     |     |     |     |     |     |     |     | 12  | 0    |
| Klasa B                                                                    |                        |     |     |     |     |     |     |     |     |     |     |     |      |
| 1                                                                          | Philippe Hottinguer    | 13  | 16  |     | 13  | 16  | 16  | 14  | 16  | 14  | 14  | 18  | 145  |
| 2                                                                          | Olivier Maximin        |     |     |     |     | 14  | 15  | 13  | 14  | NU  | 11  | 16  | 115  |
| 3                                                                          | Patrick d'Aubreby      | 18  | 12  |     | 14  |     | NU  | 15  |     | 12  | 13  | 19  | 96   |
| 4                                                                          | Sylvie Valentin        | 15  | NU  | 12  |     | 17  | 18  | 21  | NU  | 13  | 16  | NU  | 92   |
| 5                                                                          | Roger Maurice Lemartin | NU  | 11  | NU  | NU  | 15  | 14  | 20  | NU  | NU  |     |     | 63   |
| 6                                                                          | Jacques Hulbert        | 21  | 17  |     | NU  |     | 21  | 18  | 17  |     | 17  | 23  | 62   |
| 7                                                                          | Jean Louis Bianchina   | 19  | NW  |     | 12  | NU  |     |     |     | 17  | 15  | 20  | 57   |
| 8                                                                          | Nasim Sidi Sa’id       |     |     |     |     |     |     |     | NU  | 11  | 12  | 15  | 52   |
| 9                                                                          | Sébastien Carcone      | 17  | 15  | NU  |     |     | 17  | 16  |     |     |     |     | 50   |
| 10                                                                         | Sylvian Jot            | 20  | NU  | NU  | 16  |     | 20  | 19  |     |     |     |     | 35   |
| 11                                                                         | Adam Jones             |     |     |     |     |     |     |     |     |     | 18  | 11  | 29   |
| 12                                                                         | Didier Sirgue          |     |     |     |     |     | 19  | 17  |     | 15  |     |     | 18   |
| 13                                                                         | Philippe Le Sommer     | NU  | NU  |     | 15  |     |     |     |     |     |     | 21  | 28   |
| 14                                                                         | George van Elslande    |     |     |     |     | 18  |     |     |     | 16  | 20  |     | 25   |
| 15                                                                         | Julien Neel            | 22  | 16  |     |     |     |     |     |     |     |     |     | 17   |
| 16                                                                         | Anthony Darvey         |     |     |     | 17  |     |     |     |     |     |     |     | 9    |
|                                                                            | Didier Carrere-Gee     |     |     |     | NU  |     |     |     |     |     |     |     | 0    |
|                                                                            | Mohamed Ballahcene     | NW  | NW  |     |     |     |     |     |     |     |     |     | 0    |
| Poz.                                                                       | Kierowca               | NOG | NOG | LÉD | MAG | VDV | SPA | SPA | CRO | ALB | LMS | MAG | Pkt  |